# Härlig Är Vår Jord
A Härlig Är Vår Jord (magyarul: Szép a mi földünk) egy svéd pop-dal a svéd énekesnő Anni-Frid Lyngstad előadásában, mely 1969-ben jelent meg Svédországban, melyet Ivan Renliden írt. A dalt Lyngstad az 1969-ben megrendezett Melodifesztiválon adta elő, ahol 5. helyezett lett.
A dal slágerlistás helyezett lett, és a 8. helyre került a svéd kislemezlistán, ahol egy héten át volt helyezett.

## Feldolgozások
A dalt 1976-ban Ivan Renliden is megjelentette, aki zongorán kísért. Lyngstad változata számos válogatás albumon megjelent, és több művész is feldolgozta.